# Manuel de Aráoz Herrasti
Manuel de Aráoz Herrasti (* 1920) ist ein ehemaliger mexikanischer Botschafter.

## Leben
Manuel de Aráoz Herrasti studierte Architektur. Im Juli 1952 war Manuel de Aráoz Herrasti Geschäftsträger in Prag und berichtete über die Presseberichterstattung in der Tschechoslowakei über die Präsidentschaftswahl in Mexiko 1952. Von 1952 bis 1961 war er Sekretär dritter Klasse bei den Vereinten Nationen in Wien. Von 24. Dezember 1966 bis 1. Dezember 1972 war er Botschafter bei der Regierung von Gamal Abdel Nasser und Anwar as-Sadat in Ägypten. Mit Botschaftssitz Kairo war er auch bei den Regierungen von Saudi-Arabien und Algerien als Botschafter akkreditiert. 1974 wurde er von der britischen Regierung mit einem Orden dekoriert.
| Vorgänger                         | Amt                                                                       | Nachfolger                     |
| --------------------------------- | ------------------------------------------------------------------------- | ------------------------------ |
| Federico Antonio Mariscal Abascal | mexikanischer Geschäftsträger in Prag 27. März bis 22. Juli 1952          | Jesús Vidales Marroquín        |
| Alejandro Carrillo Marcor         | mexikanischer Botschafter in Kairo 24. Dezember 1966 bis 1. Dezember 1972 | Celso Humberto Delgado Ramírez |
| Eduardo Espinosa y Prieto         | mexikanischer Botschafter in Algier 23. August 1968 bis 6. März 1973      | Celso Humberto Delgado Ramírez |
| Eduardo Espinosa y Prieto         | mexikanischer Botschafter in Riad 8. Juli 1968 bis 1. Dezember 1972       | Francisco Apodaca y Osuna      |